# Гвоздика уральская
Гвозди́ка ура́льская (лат. Dianthus uralensis) — вид двудольных растений рода Гвоздика (Dianthus) семейства Гвоздичные (Caryophyllaceae). Впервые описана российским ботаником Сергеем Ивановичем Коржинским.

## Распространение и среда обитания
Известна из России (Южный Урал) и Казахстана. Отдельные источники расширяют российскую часть ареала до Среднего Урала и Западной Сибири.
Произрастает на каменистых склонах, скалах и в степях.

## Ботаническое описание
Опушённый полукустарничек высотой 20—25 см.
Стебли многочисленные, ветвистые.
Листья линейные, заострённые.
Цветки одиночные; лепестки мелкозубчатые, светло-розовые сверху и зеленовато-желтоватые снизу.
Плод — коробочка.

## Природоохранная ситуация
Гвоздика уральская занесена в Красные книги Курганской и Челябинской областей и республики Башкортостан (Россия).